# Kurîlivți, Jmerînka
Kurîlivți (în ucraineană Курилівці) este localitatea de reședință a comunei Kurîlivți din raionul Jmerînka, regiunea Vinnița, Ucraina.

## Demografie
Componența lingvistică a localității Kurîlivți
     Ucraineană (100%)
Conform recensământului din 2001, toată populația localității Kurîlivți era vorbitoare de ucraineană (100%).